# 더 클레임
더 클레임(The Claim)은 캐나다에서 제작된 마이클 윈터바텀 감독의 2000년 멜로/로맨스, 서부, 드라마 영화이다. 피터 뮬란 등이 주연으로 출연하였고 앤드류 이튼 등이 제작에 참여하였다.

## 출연

### 주연
- 피터 뮬란
- 사라 폴리
- 웨스 벤틀리
- 밀라 요보비치
- 나스타샤 킨스키

### 조연
- 줄리안 리칭즈
- 데이빗 르래니
- 숀 맥긴리
- 마리 브라사드
- 셜리 헨더슨
- 케이트 헨니그
- 마티 안토니니
- 팀 코에팅
- 빌리 모턴
- 톰 맥카머스
- 카롤리나 뮐러
- 지미 허먼
- 배리 워드

## 제작진
- 원작자: 토마스 하디
- Line PD: 애니타 오버랜드
- 공동제작: 더글러스 버퀴스트
- 미술: 켄 렘펠
- 미술: 마크 타이데슬리
- 의상: 조안느 핸슨
- 배역: 케리 바든
- 배역: 웬디 브라징튼
- 배역: 빌리 홉킨스
- 배역: 수잔느 스미스